# روبن بورغس
روبن بورغس (بالإنجليزية: Reuben Burgess)‏ هو راكب الكنو بريطاني، ولد في 30 سبتمبر 1966.

## وصلات خارجية
- روبن بورغس على موقع أوليمبيديا (الإنجليزية)
- روبن بورغس على موقع اللجنة الأولمبية البريطانية (الإنجليزية)